# Giełczew Druga
Giełczew Druga – wieś w Polsce położona w województwie lubelskim, w powiecie lubelskim, w gminie Wysokie.
W latach 1975–1998 miejscowość należała administracyjnie do województwa zamojskiego.
Miejscowość stanowi sołectwo gminy Wysokie. 